# الاس-ل-ماینس
الاس-ل-ماینس (به فرانسوی: Allas-les-Mines) یک کمون در فرانسه است که در Canton of Saint-Cyprien واقع شده‌است.

## خصوصیات
الاس-ل-ماینس ۷٫۰۴ کیلومترمربع مساحت و ۲۰۴ نفر جمعیت دارد و ۱۰۰ متر بالاتر از سطح دریا واقع شده‌است.